# صافرة الذئب
صافرة-الذئب أو صفير الاصبع هو نوع من الصفير بسبب الأصابع التي تندس في الفم لإنتاج صوت عالي ملفت للنظر.
صافرة-الذئب هو صوت صفارة محددة شائعة الاستخدام لإظهار الإعجاب بشيء ما أو شخص ما (في الأصل لشخص يعتقد أنه جذاب جنسيا).

## التقنية المتبعة
ان صوت صافرة-الذئب يمكن أن يتم إنتاجها باستخدام التقنيات التقليدية للصفير، والصوت ألعالى وألاكثر فعالية هو الذي يستخدم عادة.
لإنتاج صافرة-الذئب يجب ادخال اصبع واحد أو أكثر في الفم لتشكيل فتحة مما يسمح لمرور تيارهوائي قوي خلال هذه الفتحة.
عموما، كلما زاد الهواء المندفع زادت قوة الصفارة.